# Huacullani
Huacullani är en ort i Bolivia.   Den ligger i departementet La Paz, i den västra delen av landet, 500 km nordväst om huvudstaden Sucre. Huacullani ligger 3 825 meter över havet och antalet invånare är 871.
Terrängen runt Huacullani är platt åt nordost, men åt sydväst är den kuperad. Runt Huacullani är det ganska glesbefolkat, med 35 invånare per kvadratkilometer.. Närmaste större samhälle är Tiwanaku, 14,4 km söder om Huacullani. 
Trakten runt Huacullani består i huvudsak av gräsmarker.